# Cinque criteri economici
I cinque criteri economici costituiscono un insieme di principi, definiti dal Regno Unito, al fine di valutare la disponibilità del paese ad aderire all'eurozona e ad adottare l'euro come propria valuta. Per principio, questi criteri sono separati da ogni decisione politica in merito all'adesione.

## Enunciazione
I cinque criteri sono i seguenti:
1. I cicli e gli assetti economici sono tanto compatibili da permettere a noi e agli altri di vivere confortevolmente con i tassi d'interesse sull'euro su base permanente?
2. Al sorgere di problemi, c'è sufficiente flessibilità per affrontarli?
3. Aderire all'Unione Economica e Monetaria dell'Unione europea (UEM) creerebbe condizioni migliori per le imprese che decidono di investire a lungo termine nel Regno Unito?
4. Quale impatto avrebbe l'ingresso nell'UEM in merito alla posizione competitiva del settore inglese dei servizi finanziari, con particolare riferimento ai wholesale markets della City di Londra?
5. In breve, l'adesione all'UEM favorirebbe maggiore crescita, maggiore stabilità e un duraturo incremento dell'occupazione?

In aggiunta a questi criteri auto-imposti, il Regno Unito dovrebbe inoltre rispettare i criteri di convergenza economica dell'Unione europea prima di essere ammesso all'adozione dell'euro. Uno dei parametri è l'appartenenza da almeno due anni all'ERM II, del quale il Regno Unito non è membro. In deroga al Trattato di Maastricht, il Regno Unito non è tenuto ad adottare l'euro.

## Storia dei criteri
I cinque criteri sono stati definiti nel 1997 dall'allora Ministro delle Finanze laburista Gordon Brown e dal suo assistente all'epoca, Ed Balls, presumibilmente nel retro di un taxi mentre Brown si trovava negli Stati Uniti. Nonostante questa dubbia origine, il Fondo Monetario Internazionale li ha giudicati "ampiamente coerenti con le considerazioni economiche specifiche nella valutazione dell'ingresso in un'unione monetaria".

### Valutazioni
Responsabile della valutazione dei criteri è il Cancelliere dello Scacchiere (figura equivalente al Ministro delle Finanze in altri ordinamenti). La prima valutazione è stata fatta nell'ottobre 1997, quando fu deciso che l'economia del Regno Unito non era né sufficientemente convergente con quella del resto dell'Unione europea, né abbastanza flessibile per motivare una richiesta di adesione in quel momento. Il governo si impegnò a procedere a una nuova valutazione dei criteri al momento dell'insediamento del successivo Parlamento (nel giugno 2001) e pubblicò una valutazione rivista dei cinque criteri nel giugno 2003. Questa valutazione era molto più pesante (almeno letteralmente) di quella precedente: contava circa 250 pagine ed era avvalorata da diciotto studi a supporto, su temi quali l'edilizia abitativa, la flessibilità del mercato del lavoro, e le strutture monetaria e fiscale della zona euro.
Nonostante ciò, le conclusioni erano sostanzialmente le stesse; il Ministero delle Finanze sostenne che:
1. C'erano stati significativi progressi nella convergenza dal 1997, ma permanevano alcune significative differenze strutturali, come nel mercato dell'edilizia abitativa.
2. Sebbene la flessibilità inglese fosse aumentata, non si poteva essere sicuri che fosse sufficiente.
3. L'adesione all'euro avrebbe incrementato gli investimenti, ma solo se convergenza e flessibilità fossero state sufficienti.
4. La City, centro finanziario britannico, avrebbe tratto beneficio dall'adesione all'eurozona.
5. Crescita, stabilità e occupazione sarebbero aumentate in conseguenza dell'adesione all'euro, ma, di nuovo, solo se convergenza e flessibilità fossero stati sufficienti.

Sulla base di questa valutazione, il governo escluse di fatto l'adesione del Regno Unito all'euro per tutta la legislatura iniziata nel 2001. Dalla vittoria dei laburisti nel 2005, il Parlamento poteva sottoporre a una nuova valutazione i criteri, ma il dibattito sulla Costituzione Europea e sul conseguente Trattato di Lisbona avevano nel frattempo messo in secondo piano quello sull'euro. Gordon Brown, Primo Ministro inglese, escluse che l'ingresso poteva avvenire nel prevedibile futuro, affermando che la decisione di non aderire è stata quella giusta per la Gran Bretagna e per l'Europa.
Una delle principali questioni sottostanti che ostacolavano la via per l'unione monetaria era l'ampia differenza strutturale tra il mercato dell'edilizia abitativa del Regno Unito e quelli dell'Europa continentale. Storicamente, a causa della tradizione britannica che predilige la casa di proprietà alla casa in affitto, e della scarsità di mutui a tasso fisso per finanziare l'acquisto della casa (a sua volta lascito della passata instabilità monetaria), l'inglese medio ha un sostanzioso ammontare di debito a tasso variabile. Questo rende la spesa del consumatore inglese molto più sensibile ai tassi di interesse correnti di quanto lo sia nel resto d'Europa, rendendo in questo modo l'economia inglese altresì estremamente vulnerabile a tassi di interesse sub-ottimali. I critici sostengono che un'eventuale adesione all'euro sarebbe disastrosa per il Regno Unito se avvenisse senza che tale differenza strutturale sia stata risolta.